# 미국의 인구

## 특징

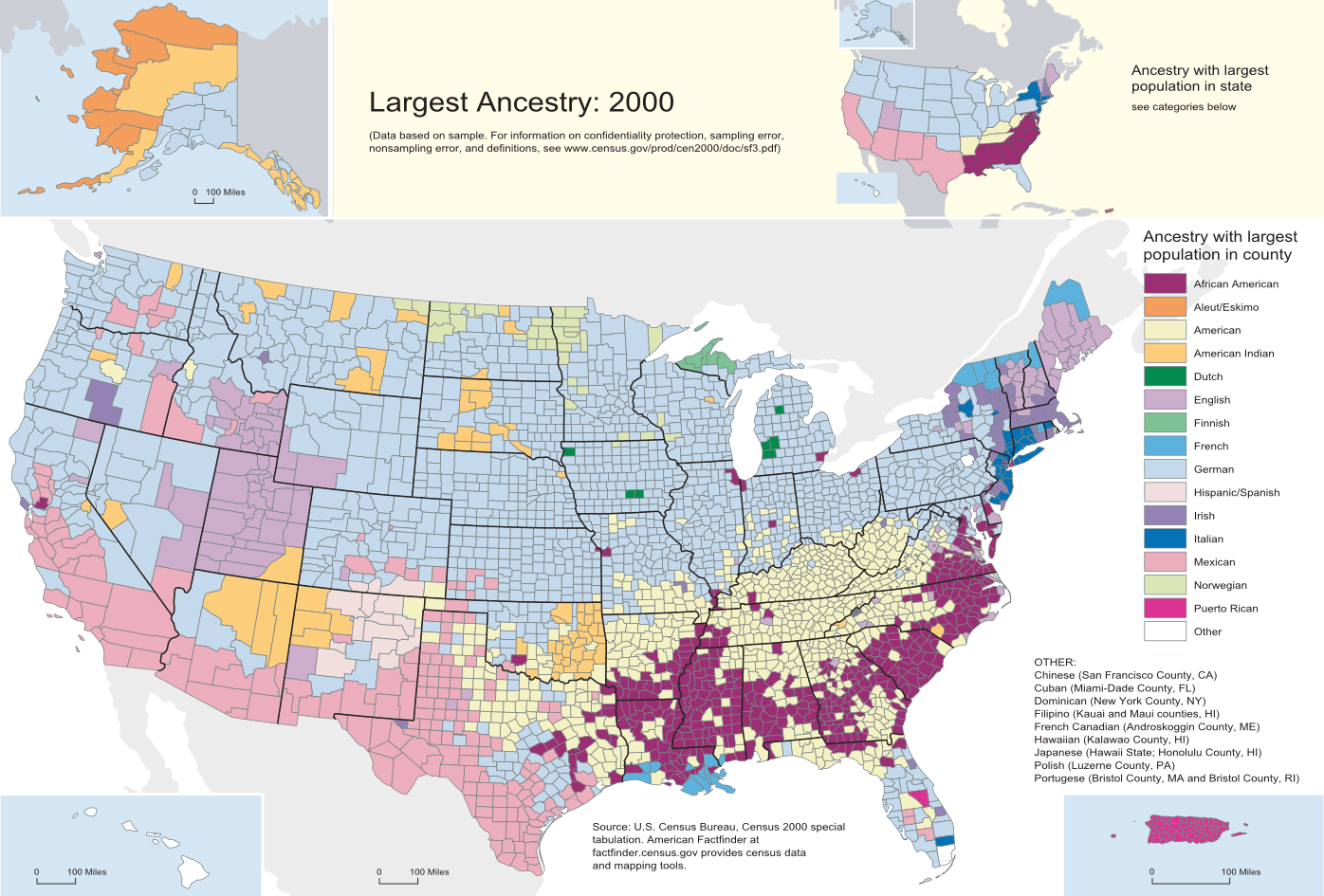
출신 국가별 인종 분포, 2000년 기준.

미국의 인구는 2019년 기준 329,676,200명으로서, 중국과 인도에 이어 세 번째로 인구가 많은 국가이다. 미국은 지구상의 모든 인종과 민족이 뒤섞여있는 세계 최대의 다민족 국가이다. 2000년 조사된 인구 분포도를 보면 백인이 전체인구의 75.1~81.1%, 흑인이 약 12.3~12.6%, 아시아계 3.7~3.9%, 미국원주민이 0.8%다. 백색인종이 압도적으로 많으며 그 중에서도 영국계, 독일계, 아일랜드계 등이 가장 많다.
미국의 발전은 그 역사를 통해서 유럽·아프리카·아시아로부터의 이민에 의해서 유지되어 왔는데, 오늘날 이들 민족은 융합하여 새로운 아메리카 민족을 구성해 가고 있다. 그러나 같은 영어를 사용하고, 같은 미국적인 생활을 영위한다는 점을 제외하면, 외견상 분명히 몇 인종으로 나눌 수 있다. 유럽 백인이 절대다수를 차지하며, 그 중에서도 출신 국가별로는 영국계, 독일계, 아일랜드계 등이 가장 많다. 은 영국인과 네덜란드인이며, 독립할 때까지는 이 밖에 독일인 등이 추가되었지만 중심은 영국인이었으므로 현재도 미국에서는 영어가 일상어다. 미국에서 사용하는 영어 (미국 영어)는 표준 영국 영어와 어휘나 문법 등에서 많은 차이를 보인다. 남북전쟁 이후는 종래의 북유럽계의 이민에 비하여 이탈리아인·슬라브인 등의 남유럽계·동유럽계 이주자의 비중이 높아지고, 20세기 초에는 전 이민의 8할을 이들 이민이 차지하였다. 이민을 가장 많이 온 때는 1880년부터 제1차 세계 대전까지이며, 그 전후를 포함하여 1820년부터 1961년까지의 4,200만 명이 입국했다. 또한 19세기 말부터는 중국인·일본인·한국인·필리핀인·멕시코인·쿠바인·푸에르토리코인 등이 증가하고 있어, 이들을 총칭하여 신이민이라고도 한다. 마찬가지로 19세기 이래 이주하게 된 유대인은 특이한 존재로서, 현재 전 세계 1,500만의 유대인 중 약 550만이 미국에 거주하고 있는데, 그들 중에는 자산가나 훌륭한 학자가 많고, 각지에 집단적인 생활을 하며, 미국 사회에서는 무시하지 못할 세력을 가지고 있다.
비(非) 백인 가운데 가장 큰 인구를 가진 소수민족은 히스패닉으로, 라틴 아메리카로부터의 이민 유입 및 높은 출산율 등으로 오랫동안 가장 많은 소수 집단이었던 아프리카계 미국인을 넘어섰다. 또한 서부 지역에 살고 있는 상당수 히스패닉계 주민은 원래 멕시코 영토였던 그들의 거주지가 미국에 병합됨으로써 자동적으로 미국인이 되기도 했다.
흑인은 전체 인구의 약 12%를 차지하며 남부, 북부와 중서부에 집중되어있다.  아시아계 이민은 점점 증가하는 추세이나 캘리포니아주를 제외한 거의 대부분의 주에서 아직 주류는 아니다. 한국계 주민들은 약 2백만명, 중국인은 약 3백만명, 일본인은 약 80만명 정도로 거의 대부분이 캘리포니아주를 중심으로 한 서부 지역에 많다.
미국 남부에는 흑인이 많이 밀집해있으며, 이 지역의 백인은 주로 영국계, 독일계, 아일랜드계다. 동북부 지역의 인종 구성은 매우 다양하다. 중북부 지역은 독일계, 아일랜드계, 동유럽계, 북유럽계 백인이, 남서부는 히스패닉이, 서부는 히스패닉과 아시아계가 주류를 이루고 있다.
미국에는 전 세계 거의 모든 국가 출신이 모여 살고 있다고 해도 과언이 아니다. 미국의 공용어는 사실상 영어 (미국 영어)이나, 히스패닉계 인구가 많은 서부 지역에서는 스페인어를, 특정 민족의 인구가 많은 구역은 그 민족의 언어를 공공 표지판 등에 병기하기도 한다.
미국 내 아메리카 원주민들은 오늘날 아메리카 대륙에 해당하는 영토 내에 거주하고 있는 원주민, 그리고 이들의 현대 후손이다. 이 표현은 광범위한 부족, 국가, 민족을 포괄하며 이 중 많은 무리들은 오늘날에 정치적 공동체로 살아남았다.

## 공식 통계

### 미국 인구 테이블, 1935–2024
|       | 총인구      | 출생아 수 | 사망자 수 | 자연 증감 | 조출생률 (1000명당) | 조사망률 (1000명당) | 자연증감률 (1,000명당) | 합계출산율 |
| ----- | ----------- | --------- | --------- | --------- | ------------------- | ------------------- | ---------------------- | ---------- |
| 1935  | 127,362,000 | 2,377,000 | 1,392,752 | 984,248   | 18.7                | 10.9                | 7.7                    | 2.19       |
| 1936  | 128,181,000 | 2,355,000 | 1,479,228 | 875,772   | 18.4                | 11.5                | 6.8                    | 2.15       |
| 1937  | 128,961,000 | 2,413,000 | 1,450,427 | 962,573   | 18.7                | 11.2                | 7.5                    | 2.17       |
| 1938  | 129,969,000 | 2,496,000 | 1,381,391 | 1,114,619 | 19.2                | 10.6                | 8.6                    | 2.22       |
| 1939  | 131,028,000 | 2,466,000 | 1,387,897 | 1,078,103 | 18.8                | 10.6                | 8.2                    | 2.17       |
| 1940  | 132,165,000 | 2,559,000 | 1,417,269 | 1,142,000 | 19.4                | 10.8                | 8.6                    | 2.30       |
| 1941  | 133,002,000 | 2,703,000 | 1,397,642 | 1,305,358 | 20.3                | 10.5                | 9.8                    | 2.40       |
| 1942  | 134,464,000 | 2,989,000 | 1,385,187 | 1,603,813 | 22.2                | 10.3                | 11.9                   | 2.63       |
| 1943  | 136,003,000 | 3,104,000 | 1,459,544 | 1,644,306 | 22.8                | 10.7                | 12.1                   | 2.72       |
| 1944  | 138,083,000 | 2,939,000 | 1,411,338 | 1,644,456 | 21.2                | 10.2                | 11.0                   | 2.57       |
| 1945  | 139,994,000 | 2,858,000 | 1,401,719 | 1,456,281 | 20.4                | 10.0                | 10.4                   | 2.49       |
| 1946  | 140,008,000 | 3,411,000 | 1,395,617 | 2,015,383 | 24.1                | 10.0                | 14.1                   | 2.94       |
| 1947  | 145,023,000 | 3,817,000 | 1,445,370 | 2,371,630 | 26.6                | 10.0                | 16.6                   | 3.27       |
| 1948  | 148,013,000 | 3,637,000 | 1,444,337 | 2,192,663 | 24.9                | 9.8                 | 15.1                   | 3.11       |
| 1949  | 149,336,000 | 3,649,000 | 1,443,607 | 2,205,393 | 24.5                | 9.7                 | 14.8                   | 3.11       |
| 1950  | 151,861,000 | 3,632,000 | 1,452,454 | 2,180,000 | 24.1                | 9.6                 | 14.5                   | 3.09       |
| 1951  | 154,056,000 | 3,823,000 | 1,482,099 | 2,340,901 | 24.8                | 9.6                 | 15.2                   | 3.27       |
| 1952  | 156,431,000 | 3,913,000 | 1,496,838 | 2,416,162 | 25.0                | 9.6                 | 15.4                   | 3.36       |
| 1953  | 159,047,000 | 3,965,000 | 1,447,459 | 2,517,541 | 25.2                | 9.1                 | 16.1                   | 3.42       |
| 1954  | 161,948,000 | 4,078,000 | 1,481,091 | 2,596,909 | 24.8                | 9.3                 | 15.5                   | 3.54       |
| 1955  | 163,476,000 | 4,097,000 | 1,528,717 | 2,568,283 | 25.0                | 9.3                 | 14.3                   | 3.58       |
| 1956  | 166,578,000 | 4,218,000 | 1,564,476 | 2,653,524 | 25.1                | 9.3                 | 15.8                   | 3.69       |
| 1957  | 169,637,000 | 4,308,000 | 1,633,128 | 2,666,872 | 25.3                | 9.5                 | 15.8                   | 3.77       |
| 1958  | 172,668,000 | 4,255,000 | 1,647,886 | 2,607,114 | 24.4                | 9.5                 | 14.9                   | 3.70       |
| 1959  | 175,642,000 | 4,244,796 | 1,656,814 | 2,587,982 | 24.0                | 9.4                 | 14.7                   | 3.67       |
| 1960  | 179,979,000 | 4,257,850 | 1,711,982 | 2,545,868 | 23.7                | 9.5                 | 14.1                   | 3.65       |
| 1961  | 182,992,000 | 4,268,326 | 1,701,522 | 2,566,804 | 23.3                | 9.3                 | 14.0                   | 3.63       |
| 1962  | 185,771,000 | 4,167,362 | 1,756,720 | 2,410,642 | 22.4                | 9.5                 | 12.9                   | 3.47       |
| 1963  | 188,483,000 | 4,098,020 | 1,813,549 | 2,284,471 | 21.7                | 9.6                 | 12.1                   | 3.33       |
| 1964  | 191,141,000 | 4,027,490 | 1,798,051 | 2,229,439 | 21.1                | 9.4                 | 11.7                   | 3.21       |
| 1965  | 193,526,000 | 3,760,358 | 1,828,136 | 1,932,222 | 19.4                | 9.5                 | 9.9                    | 2.93       |
| 1966  | 195,576,000 | 3,606,274 | 1,863,149 | 1,743,125 | 18.4                | 9.5                 | 8.9                    | 2.74       |
| 1967  | 197,457,000 | 3,520,959 | 1,851,323 | 1,669,636 | 17.8                | 9.4                 | 8.4                    | 2.58       |
| 1968  | 199,399,000 | 3,501,564 | 1,930,082 | 1,571,482 | 17.6                | 9.7                 | 7.9                    | 2.48       |
| 1969  | 201,385,000 | 3,600,206 | 1,921,990 | 1,678,216 | 17.9                | 9.5                 | 8.4                    | 2.47       |
| 1970  | 203,984,000 | 3,731,386 | 1,921,031 | 1,810,355 | 18.4                | 9.4                 | 9.0                    | 2.48       |
| 1971  | 206,827,000 | 3,555,970 | 1,927,542 | 1,628,428 | 17.2                | 9.3                 | 7.9                    | 2.27       |
| 1972  | 209,284,000 | 3,258,411 | 1,963,944 | 1,294,467 | 15.6                | 9.4                 | 6.2                    | 2.01       |
| 1973  | 211,357,000 | 3,136,965 | 1,973,003 | 1,163,962 | 14.8                | 9.5                 | 5.3                    | 1.88       |
| 1974  | 213,342,000 | 3,159,958 | 1,934,388 | 1,225,570 | 14.8                | 9.1                 | 5.7                    | 1.84       |
| 1975  | 215,465,000 | 3,144,198 | 1,892,879 | 1,251,319 | 14.6                | 8.8                 | 5.8                    | 1.77       |
| 1976  | 217,563,000 | 3,167,788 | 1,909,440 | 1,258,348 | 14.6                | 8.8                 | 5.8                    | 1.74       |
| 1977  | 219,760,000 | 3,326,632 | 1,899,597 | 1,427,035 | 15.1                | 8.6                 | 6.5                    | 1.79       |
| 1978  | 222,095,000 | 3,333,279 | 1,927,788 | 1,405,491 | 15.0                | 8.7                 | 6.3                    | 1.76       |
| 1979  | 224,567,000 | 3,494,398 | 1,913,841 | 1,580,557 | 15.6                | 8.5                 | 7.1                    | 1.81       |
| 1980  | 227,225,000 | 3,612,258 | 1,989,841 | 1,622,417 | 15.9                | 8.8                 | 7.1                    | 1.84       |
| 1981  | 229,466,000 | 3,629,238 | 1,977,981 | 1,651,257 | 15.8                | 8.6                 | 7.2                    | 1.81       |
| 1982  | 231,664,000 | 3,680,537 | 1,974,797 | 1,705,740 | 15.9                | 8.5                 | 7.4                    | 1.83       |
| 1983  | 233,792,000 | 3,638,933 | 2,019,201 | 1,619,732 | 15.6                | 8.6                 | 6.9                    | 1.80       |
| 1984  | 235,825,000 | 3,669,141 | 2,039,369 | 1,629,772 | 15.6                | 8.6                 | 6.9                    | 1.81       |
| 1985  | 237,924,000 | 3,760,561 | 2,086,440 | 1,674,121 | 15.8                | 8.8                 | 7.0                    | 1.84       |
| 1986  | 240,133,000 | 3,756,547 | 2,105,361 | 1,651,186 | 15.6                | 8.8                 | 6.9                    | 1.84       |
| 1987  | 242,289,000 | 3,809,394 | 2,123,323 | 1,686,071 | 15.7                | 8.8                 | 7.0                    | 1.87       |
| 1988  | 244,499,000 | 3,909,510 | 2,167,999 | 1,741,511 | 16.0                | 8.9                 | 7.1                    | 1.93       |
| 1989  | 246,819,000 | 4,040,958 | 2,150,466 | 1,890,492 | 16.4                | 8.7                 | 7.7                    | 2.01       |
| 1990  | 249,623,000 | 4,158,212 | 2,148,463 | 2,009,749 | 16.7                | 8.6                 | 8.1                    | 2.08       |
| 1991  | 252,981,000 | 4,110,907 | 2,169,518 | 1,941,389 | 16.2                | 8.6                 | 7.7                    | 2.06       |
| 1992  | 256,514,000 | 4,065,014 | 2,175,613 | 1,889,401 | 15.8                | 8.5                 | 7.4                    | 2.05       |
| 1993  | 259,919,000 | 4,000,240 | 2,268,553 | 1,731,687 | 15.4                | 8.7                 | 6.7                    | 2.02       |
| 1994  | 263,126,000 | 3,952,767 | 2,278,994 | 1,673,773 | 15.0                | 8.7                 | 6.4                    | 2.00       |
| 1995  | 266,278,000 | 3,899,589 | 2,312,132 | 1,587,457 | 14.6                | 8.7                 | 6.0                    | 1.98       |
| 1996  | 269,394,000 | 3,891,494 | 2,314,690 | 1,576,804 | 14.4                | 8.6                 | 5.9                    | 1.98       |
| 1997  | 272,647,000 | 3,880,894 | 2,314,245 | 1,566,649 | 14.2                | 8.5                 | 5.7                    | 1.97       |
| 1998  | 275,854,000 | 3,941,553 | 2,337,256 | 1,604,297 | 14.3                | 8.5                 | 5.8                    | 2.00       |
| 1999  | 279,040,000 | 3,959,417 | 2,391,399 | 1,568,018 | 14.2                | 8.6                 | 5.6                    | 2.01       |
| 2000  | 282,172,000 | 4,058,814 | 2,403,351 | 1,655,463 | 14.4                | 8.5                 | 5.9                    | 2.06       |
| 2001  | 285,082,000 | 4,025,933 | 2,416,425 | 1,609,508 | 14.1                | 8.5                 | 5.6                    | 2.03       |
| 2002  | 287,804,000 | 4,021,726 | 2,443,387 | 1,578,339 | 14.0                | 8.5                 | 5.5                    | 2.02       |
| 2003  | 290,326,000 | 4,089,950 | 2,448,288 | 1,641,662 | 14.1                | 8.4                 | 5.5                    | 2.05       |
| 2004  | 293,046,000 | 4,112,052 | 2,397,615 | 1,714,437 | 14.0                | 8.2                 | 5.9                    | 2.05       |
| 2005  | 295,753,000 | 4,138,349 | 2,448,017 | 1,690,332 | 14.0                | 8.3                 | 5.7                    | 2.06       |
| 2006  | 298,593,000 | 4,265,555 | 2,426,264 | 1,839,291 | 14.3                | 8.1                 | 6.2                    | 2.11       |
| 2007  | 301,580,000 | 4,316,234 | 2,423,712 | 1,892,522 | 14.3                | 8.0                 | 6.3                    | 2.12       |
| 2008  | 304,375,000 | 4,247,694 | 2,471,984 | 1,775,710 | 14.0                | 8.1                 | 5.9                    | 2.07       |
| 2009  | 307,007,000 | 4,130,665 | 2,437,163 | 1,693,502 | 13.5                | 7.9                 | 5.6                    | 2.00       |
| 2010  | 309,330,000 | 3,999,386 | 2,468,435 | 1,530,951 | 13.0                | 8.0                 | 5.0                    | 1.93       |
| 2011  | 311,583,000 | 3,953,590 | 2,515,458 | 1,438,412 | 12.7                | 8.1                 | 4.6                    | 1.89       |
| 2012  | 313,874,000 | 3,952,841 | 2,543,279 | 1,409,562 | 12.6                | 8.1                 | 4.5                    | 1.88       |
| 2013  | 316,129,000 | 3,932,181 | 2,596,993 | 1,336,183 | 12.4                | 8.2                 | 4.2                    | 1.86       |
| 2014  | 319,113,000 | 3,988,076 | 2,626,418 | 1,361,658 | 12.5                | 8.2                 | 4.3                    | 1.86       |
| 2015  | 321,442,000 | 3,978,497 | 2,712,630 | 1,265,867 | 12.4                | 8.4                 | 4.0                    | 1.84       |
| 2016  | 323,100,000 | 3,945,875 | 2,744,248 | 1,201,627 | 12.2                | 8.5                 | 3.7                    | 1.82       |
| 2017  | 325,719,000 | 3,855,500 | 2,813,503 | 1,041,997 | 11.8                | 8.7                 | 3.1                    | 1.77       |
| 2018  | 326,687,000 | 3,791,712 | 2,839,205 | 952,507   | 11.6                | 8.7                 | 2.9                    | 1.73       |
| 2019  | 328,240,000 | 3,747,540 | 2,854,858 | 892,682   | 11.4                | 8.7                 | 2.7                    | 1.71       |
| 2020  | 331,449,000 | 3,605,201 | 3,388,459 | 216,742   | 10.9                | 10.2                | 0.7                    | 1.638      |
| 2021  | 331,893,745 | 3,659,289 | 3,458,697 | 200,592   | 11.0                | 10.5                | 0.5                    | 1.664      |
| 2022  | 334,017,321 | 3,667,758 | 3,279,857 | 387,901   | 11.0                | 9.8                 | 1.2                    | 1.656      |
| 2023  | 336,806,231 | 3,596,017 | 3,090,964 | 505,053   | 10.68               | 9.2                 | 1.5                    | 1.617      |
| 2024p | 340,110,988 | 3,618,267 | 3,052,208 | 566,059   | 10.64               | 9.0                 | 1.7                    | 1.611      |

## 같이 보기
- 2020년 usa
- 인구 조사
- 미국의 지역별 합계출산율 목록
- 미국의 인구사(영어판)